# Euproctis discophora
Euproctis discophora är en fjärilsart som beskrevs av Pieter Cornelius Tobias Snellen 1879. Euproctis discophora ingår i släktet Euproctis och familjen tofsspinnare. Inga underarter finns listade i Catalogue of Life.